# Perlomyia gifuensis
Perlomyia gifuensis är en bäcksländeart som först beskrevs av Kohno 1965.  Perlomyia gifuensis ingår i släktet Perlomyia och familjen smalbäcksländor. Inga underarter finns listade i Catalogue of Life.